# James McMorran
James McMorran, detto Jimmy (Muirkirk, 29 ottobre 1942), è un ex calciatore scozzese, di ruolo attaccante.

## Caratteristiche tecniche
Era un centravanti.

## Carriera
Nella stagione 1959-1960 gioca nelle giovanili dell'Aston Villa, club della prima divisione inglese, con cui nella stagione seguente all'età di 18 anni fa anche il suo esordio tra i professionisti: in particolare, gioca la sua prima partita di campionato il 3 aprile 1961, nella sconfitta per 3-0 sul campo del Bolton, scendendo poi in campo anche in una seconda occasione (il successivo 15 aprile, nel successo casalingo per 1-0 sul Preston N.E.). Nella stagione 1961-1962 gioca con maggiore regolarità: disputa infatti in tutto 9 partite di campionato nelle quali realizza anche una rete, il 10 febbraio 1962, risultando decisivo nella vittoria per 2-1 sul campo del Blackpool.
Nell'estate del 1962 torna in Scozia, al Third Lanark, club con la cui maglia tra il 1962 ed il 1964 totalizza complessivamente 41 presenze e 8 reti nella prima divisione scozzese; nell'estate del 1964 fa poi nuovamente ritorno in Inghilterra, al Walsall, in terza divisione; rimane ai Saddlers per quattro stagioni consecutive, tutte in questa categoria, nella quale realizza complessivamente 9 reti in 94 partite giocate. Nell'estate del 1968 scende in quarta divisione ai gallesi dello Swansea City, ma a stagione in corso dopo aver segnato 2 reti in 14 partite di campionato fa ritorno al Walsall, con cui conclude la stagione 1968-1969 segnando un gol in ulteriori 10 presenze in terza divisione. Nella stagione 1969-1970 continua a giocare da professionista con il Notts County, con cui disputa 6 partite in quarta divisione; successivamente va a chiudere la carriera con i semiprofessionisti del Worcester City, in Southern Football League.